# 金砂神社磯出大祭礼
1. 祭礼
2. 西金砂神社
3. 東金砂神社
4. 馬場八幡宮
5. 金砂本宮
6. 水木浜

金砂神社磯出大祭礼（かなさじんじゃいそでたいさいれい）は、茨城県常陸太田市及び日立市で開催される催事。国の選択無形民俗文化財、茨城県指定無形民俗文化財に指定されている。

## 概要
日本最大級の磯出の祭事であり、また長いスパンとして有名である。
開かれる年の3月22日〜3月31日に開かれる。
渡御行列は発着地となる西金砂神社と東金砂神社から日立市水木浜間を約1週間かけて約75km間を往復する。なお先に西金砂神社から出発し、3日遅れて東金砂神社が出発する。

## 行事内容
渡御行列が神輿を担いで、西金砂神社・東金砂神社と水木浜を延べ10日で往復する。途中、金砂田楽を演奏したりする。
下記に第17回のルートを記す。

## 第17回(2003年)

### ルート

#### 西金砂神社
- 西金砂神社（北緯36度39分22.8秒 東経140度27分7.1秒 / 北緯36.656333度 東経140.451972度） - 中染祭場 - 和田祭場 - 馬場八幡宮祭場（北緯36度33分13.3秒 東経140度31分18.5秒 / 北緯36.553694度 東経140.521806度） - 水木浜祭場（北緯36度31分6.0秒 東経140度38分2.3秒 / 北緯36.518333度 東経140.633972度） - 上河内祭場 - 金砂本宮（北緯36度36分43.7秒 東経140度26分20.6秒 / 北緯36.612139度 東経140.439056度） - 御山内大祭場 - 西金砂神社

#### 東金砂神社
- 東金砂神社（北緯36度40分39.7秒 東経140度29分53.7秒 / 北緯36.677694度 東経140.498250度） - 中染祭場 - 和田祭場 - 馬場八幡宮祭場 - 水木浜祭場 - 上河内祭場 - 久米祭場 - 本丸祭場 - 東金砂神社

### その他
- 3月29日の祭場や沿道には63,000人もの人々が押し寄せた。[1]
- NHKではニュース7で模型を使って紹介されたり、90分の特集を組んだりした。
- 開催中の大甕駅は大変なにぎわいを見せ、期間中は特急電車も臨時停車していた。

## 行事の間隔
この祭事は72年に1回（未年）というとても長いスパンとなっており、「二度見る者は稀である」と言われる。

## 祭りの始まり
祭りの起こりは古代までさかのぼる。水木浜への渡御は「金砂の神は是浜磯大しまと云所より出現し給ふとも申伝ふ」という故事にもとづく。また、「海浜の磯」に示現する神の話は、すでに大洗磯前・酒列磯前神社にみられる。

## 歴史
- 851年（仁寿元年）:第1回開催
- 1139年（保延5年）:第5回開催 - このころから金砂田楽が始まったとされている。
- 1931年（昭和6年）:第16回開催
- 2003年（平成15年）:第17回開催

## 参考
1. ↑  2003年3月30日付 朝日新聞より
2. ↑  小宮山楓軒『水府志料』による
3. ↑  『文徳実録』斉衡3年（856年）12月29日条